# Andrzej Jakliński
Andrzej Henryk Jakliński (ur. 7 lutego 1923 w Drohobyczu, zm. 29 marca 1995 w Lublinie) – polski lekarz, profesor nauk medycznych, specjalista w dziedzinie medycyny sądowej, wieloletni kierownik Katedry i Zakładu Medycyny Sądowej Akademii Medycznej w Lublinie (1964÷1993) (obecnie Uniwersytet Medyczny w Lublinie). Rektor Akademii Medycznej w Lublinie w latach 1981–1984. Doktor honoris causa tejże uczelni. Żołnierz Armii Krajowej.

## Życiorys
W czasie wojny w 1939 r. służył w oddziale formacji Obrony Narodowej we Lwowie. W 1942 wstąpił do Armii Krajowej. Zaprzysiężony został pod pseudonimem „Tyczka” później zmienionym na „Zych”. Służył w 4 kompanii „Ewa” batalionu „Barbara” 16ppAK.
Po wojnie w 1945 zdał egzamin dojrzałości w Państwowym Gimnazjum i Liceum Ogólnokształcącym w Mościcach, a następnie został przyjęty na wydziały chemiczny, farmaceutyczny i lekarski Uniwersytetu Jagiellońskiego w Krakowie. W czerwcu 1950 uzyskał absolutorium, a 17 grudnia 1951 otrzymał dyplom lekarza medycyny.
Z nakazu pracy od 1 września 1950 rozpoczął pracę w Zakładzie Medycyny Sądowej Akademii Medycznej w Lublinie. 1 maja 1952 został starszym asystentem, a rok późnej adiunktem. 7 grudnia 1960 obronił doktorat na podstawie rozprawy „Badania doświadczalne nad ustalaniem czasu śmierci na podstawie stężenia jonów wapniowych, sodowych i potasowych w płynie mózgowo-rdzeniowym”, a 3 stycznia 1963 uzyskał habilitację na podstawie rozprawy „Badania doświadczalne nad ustalaniem czasu śmierci na podstawie stężenia składników nieorganicznych w płynie mózgowo-rdzeniowym”. 1 października 1963 został docentem etatowym, 12 stycznia 1972 profesorem nadzwyczajnym a 1 czerwca 1980 profesorem zwyczajnym.
W maju 1964 prof. Jakliński w drodze konkursu objął stanowisko kierownika Katedry i Zakładu Medycyny Sądowej Akademii Medycznej w Lublinie. To za Jego kadencji Zakład uzyskał nową i obszerną siedzibę przy ul. Jaczewskiego. W tym okresie szczególny nacisk położył na rozwój poszczególnych pracowni specjalistycznych. Wprowadził on Zakład lubelski do ścisłej czołówki Zakładów w Polsce. Sam zaś był twórcą toksykologii sądowo- lekarskiej.
W okresie 1968÷1972 był specjalistą wojewódzkim z zakresu medycyny sądowej, a w latach 1973–1991 specjalistą krajowym; po reorganizacji nadzoru specjalistycznego został przewodniczącym Zespołu Krajowych Specjalistów ds. Medycyny Sądowej. W latach 1971–1973 był kuratorem Katedry i Zakładu Medycyny Sądowej w Warszawie, a w latach 1974–1990 – członkiem Rady Głównej Nauki i Szkolnictwa Wyższego oraz Zespołu Medycyny Sądowej w Radzie Naukowej przy Ministrze Zdrowia. W latach 1975–1991 wchodził w skład Zespołu Ekspertów Stałej Komisji Rady Ministrów ds. Walki z Alkoholizmem. W latach 1967÷1985 był również redaktorem naczelnym „Archiwum Medycyny Sądowej i Kryminologii”.
Profesor Jakliński był wieloletnim członkiem Zarządu Głównego Polskiego Towarzystwa Medycyny Sądowej i Kryminologii, członkiem Polskiego Towarzystwa Lekarskiego, Polskiego Towarzystwa Farmakologicznego, Lubelskiego Towarzystwa Naukowego, a także członkiem rzeczywistym Międzynarodowej Akademii Medycyny Sądowej i Medycyny Społecznej z siedzibą w Liège w Belgii oraz członkiem korespondentem Francuskiego Towarzystwa Medycyny Sądowej. Był również promotorem ośmiu rozpraw doktorskich i opiekunem czterech rozpraw habilitacyjnych.
W latach 1966–1969 pełnił obowiązki prodziekana Wydziału Lekarskiego Akademii Medycznej w Lublinie.
W latach 1981–1984 był pierwszym bezpartyjnym rektorem Akademii Medycznej w Lublinie. Kadencja wypadła w szczególnie trudnym okresie stanu wojennego. Mimo nacisku ówczesnych władz nie ugiął się i żaden student nie został relegowany z uczelni ani żaden pracownik nie został z niej usunięty.
Był biegłym sądowym z zakresu medycyny sądowej w sprawie śmierci Grzegorza Przemyka. Razem z prof. Zdzisławem Markiem z Krakowa nie ulegli naciskom ówczesnym władz i stwierdzili: „Tak ciężkie obrażenia brzucha nie mogły powstać w budynku pogotowia. Grzegorz Przemyk znajdował się w tym stanie w momencie, gdy opuszczał komisariat milicji”.
Wraz z profesorem Władysławem Nasiłowskim sporządzał ekspertyzę w sprawie śmierci Stanisława Pyjasa. Stwierdzili oni, że obrażenia Pyjasa mogły być skutkiem pobicia.
Był również ekspertem krajowym ds. medycyny sądowej podczas ekshumacji Polaków w Charkowie.
Od chwili powstania Izb Lekarskich w 1989 r. prof. Andrzej Jakliński pełnił funkcję Prezesa Okręgowego Sądu Lekarskiego w Lublinie obejmującego swym zasięgiem sześć ówczesnych województw: lubelskie, chełmskie, zamojskie, bialskopodlaskie, radomskie i tarnobrzeskie.
Wykładał m.in. medycynę sądową, deontologię lekarską i etykę lekarską dla studentów medycyny i stomatologii Akademii Medycznej w Lublinie. Wykładał także medycynę sądową dla studentów Wydziału Prawa Kanonicznego i Świeckiego Katolickiego Uniwersytetu Lubelskiego, jak również Wydziału Prawa i Administracji Uniwersytetu Marii Curie-Skłodowskiej w Lublinie.
Otrzymał liczne nagrody naukowe (m.in. Ministra Zdrowia) oraz odznaczenia państwowe (w tym: Krzyż Kawalerski i Krzyż Oficerski Orderu Odrodzenia Polski, Złoty Krzyż Zasługi). W 1995 otrzymał tytuł doktora honoris causa Akademii Medycznej w Lublinie.
Żonaty z Aleksandrą Jaklińską z domu Kimla.
Zmarł 29 marca 1995 po ciężkiej chorobie. Pochowany jest na cmentarzu komunalnym przy ulicy Lubelskiej w Radzyniu Podlaskim.
Profesor dr hab. Kazimierz Klamut (ówczesny rektor uczelni) tak scharakteryzował prof. Jaklińskiego w mowie pożegnalnej: ”(...) całą swoją nieprzeciętną inteligencję, wielki dociekliwy umysł postawił w służbie szukania prawdy, sprawiedliwości, uczciwości i rzetelności. Znany jako bezkompromisowy przeciwnik nękających współczesne społeczeństwa patologicznych zachowań i zjawisk, wynaturzeń, korupcji, bezdusznego komercjalizmu, egoizmu i nepotyzmu, był autorytetem moralnym, ważnym punktem odniesienia.